# Estação Suruí
Suruí é uma estação de trem do Rio de Janeiro. Com uma média de 35 mil passageiros por mês, Suruí é a estação de maior movimento do Ramal de Guapimirim, superando a Estação Magé.
A estação foi operada pela Central até 29 de Maio de 2011, quando o Ramal de Guapimirim foi repassado para SuperVia. 

## História da Estação
A Estação de Suruí foi inaugurada em 1926. Junto a ela foi aberta, nos anos 1950, pela Leopoldina, uma usina de 40 m3/hora para a britagem e classificação de pedra para lastreamento de via.

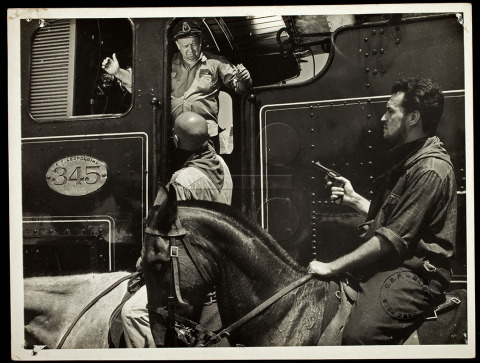
Locomotiva 345 da Leopoldina usada para as cenas do filme Pistoleiro Bossa Nova (1960).

A linha ligando Rosário (atual Saracuruna) a Visconde de Itaboraí, projetada desde 1890 pela Leopoldina, somente foi entregue em 1926 devido a inúmeros entraves burocráticos que foram aparecendo pelo caminho durante esses 36 anos. Na prática, foi essa linha que ligou as cidades do Rio de Janeiro e Niterói, contornando a Baía de Guanabara, passando por Magé e dando acesso também do Rio de Janeiro a Teresópolis e a linha do Litoral da Leopoldina. A linha cruzava a antiga ferrovia E.F. Mauá na Estação do Entroncamento, hoje Bongaba, estação que foi desativada em 2005.
A linha atualmente liga a cidade do Rio de Janeiro a Guapimirim. O trecho entre Magé e Visconde de Itaboraí, concedido para cargas, foi desativado pela concessionária FCA.
Suruí, assim como a de Magé, são as únicas estações que possuem sua edificação original desde de sua inauguração em 02 de Dezembro de 1926. Já a de Guapimirim, o terminal do ramal, também mantém seu prédio original, porém datado de 1896.

### Locação de Filme

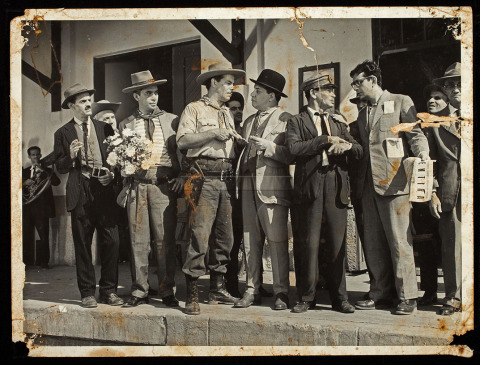
Bastidores do filme Pistoleiro Bossa Nova, filmado na Estação de Suruí em 1959.

No filme Pistoleiro Bossa Nova, de 1960, toda sequencia inicial é realizada no Ramal de Guapimirim de Suruí até Magé, inclusive com cenas na Estação de Suruí.
Além de ser possível ver a estação em seus tempos de glória - ainda sem nenhuma modificação em sua estrutura da plataforma -, é possível também ver o antigo Ramal da Pedreira, com cargueiros carregados de britas para os trilhos do ramal.
No longa é possível ver também a Locomotiva 345 da Leopoldina, além dos vagões de bagageiros e de passageiros originais.
Dois funcionários da Estrada de Ferro Leopoldina que trabalhavam na estação e fizeram figuração no filme são mencionados nos créditos iniciais, são eles respectivamente: Lourenço Ribeiro de Castro e Albino Ribeiro, provavelmente o despachante (quarto homem da direita para a esquerda na imagem) e o maquinista (imagem acima).

### Cenário de Festas e Protestos
No dia 04 de Julho de 1940, os moradores receberam autoridades notórias da época, como o então Ministro do Transportes João de Mendonça Lima, o Interventor Amaral Peixoto e o prefeito da cidade, Dr. Jacob Averbach, para a celebração da volta da parada dos trens com destino a Teresópolis na estação.

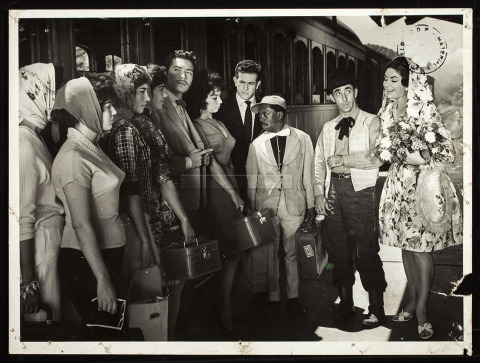
Locomotiva da Leopoldina parada na Estação de Suruí com o elenco de Pistoleiro Bossa Nova.

Em Junho de 1940, a diretoria da Estrada de Ferro Central do Brasil, que administrava o ramal na época, tinha, sem nenhum motivo aparente, suspendido a parada dos trens da linha Teresópolis na estação. A ação causou revolta aos moradores da então Vila Suruí, que, com a suspensão da parada, tinham que ir até a estação Magé para conseguir chegar ao Rio de Janeiro. Os moradores então resolveram procurar as autoridades locais para relatar o ocorrido e resolver o problema, já que a grade de horários dos trens que iam e vinham de Teresópolis atendia melhor a população da região, que utilizavam os trens para o transporte de mercadorias que produziam nas lavouras para o Mercado Municipal da cidade do Rio de Janeiro.
No dia 01 de Julho de 1940 os trens voltaram a parar na estação graça a intervenção de autoridades locais, que foram recebidas no dia 04 com bandeirolas, flores e foguetes para comemoração. O fato foi noticiado no Diário de Notícias.

### Incêndio

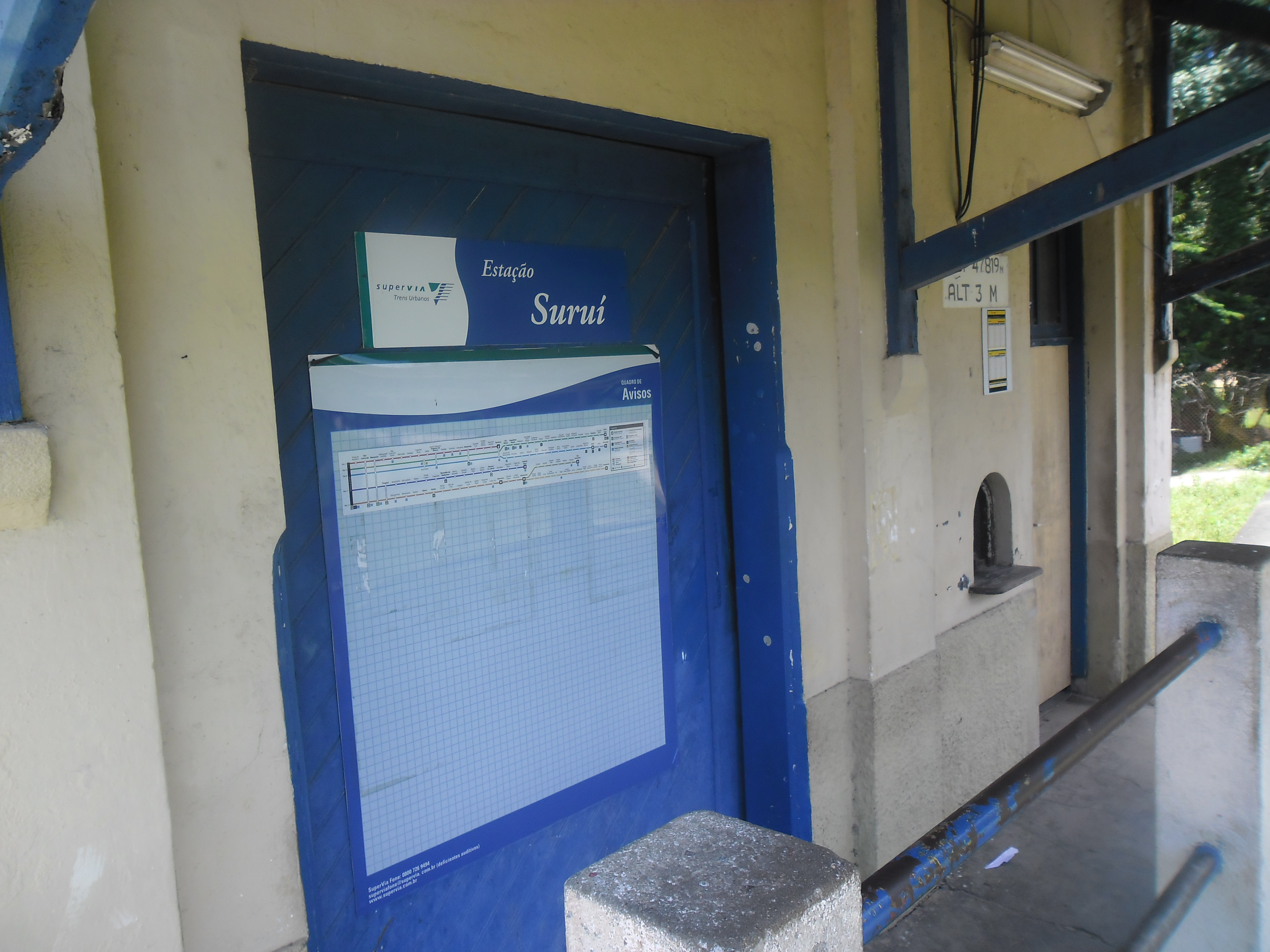
Painel de informações da estação Suruí no dia 9 de Dezembro de 2018 ainda com a antiga identidade visual da SuperVia.

Em 17 de Fevereiro de 2003, um incêndio atingiu o prédio da estação. O caso se deu porque um grupo de trabalhadores, revoltados com o atraso do trem de 4h12 da madrugada que não chegaria devido a problemas na composição e nos trilhos, com isso começaram a quebrar e atear fogo na estação.
O caso foi noticiado no Jornal O Dia na manhã seguinte: "Um grupo de passageiros irritados com a paralisação do trem que circula no ramal Guapimirim-Saracuruna quebrou, saqueou e incendiou a Estação de Suruí, em Magé, no fim da madrugada de ontem. Parte do telhado foi destruído e uma das salas foi queimada. Documentos da estação, um botijão de gás, o microfone usado no sistema de som que anuncia os horários, cadeiras e mesas foram roubados. A destruição começou por volta das 5h. Ao saber que o trem que vinha de Guapimirim e deveria chegar às 4h12 não estava circulando devido a problemas nos trilhos, os passageiros se revoltaram e começaram a quebrar a estação".
O atraso na chegada do corpo de bombeiros e a demora para apagar o incêndio acabou comprometendo o funcionamento da estação, que só foi reaberta um mês depois. O ramal só voltou a ativa também no mesmo período, já que a trem levou o mesmo tempo para reparo. 

## Dias Atuais

### 2018

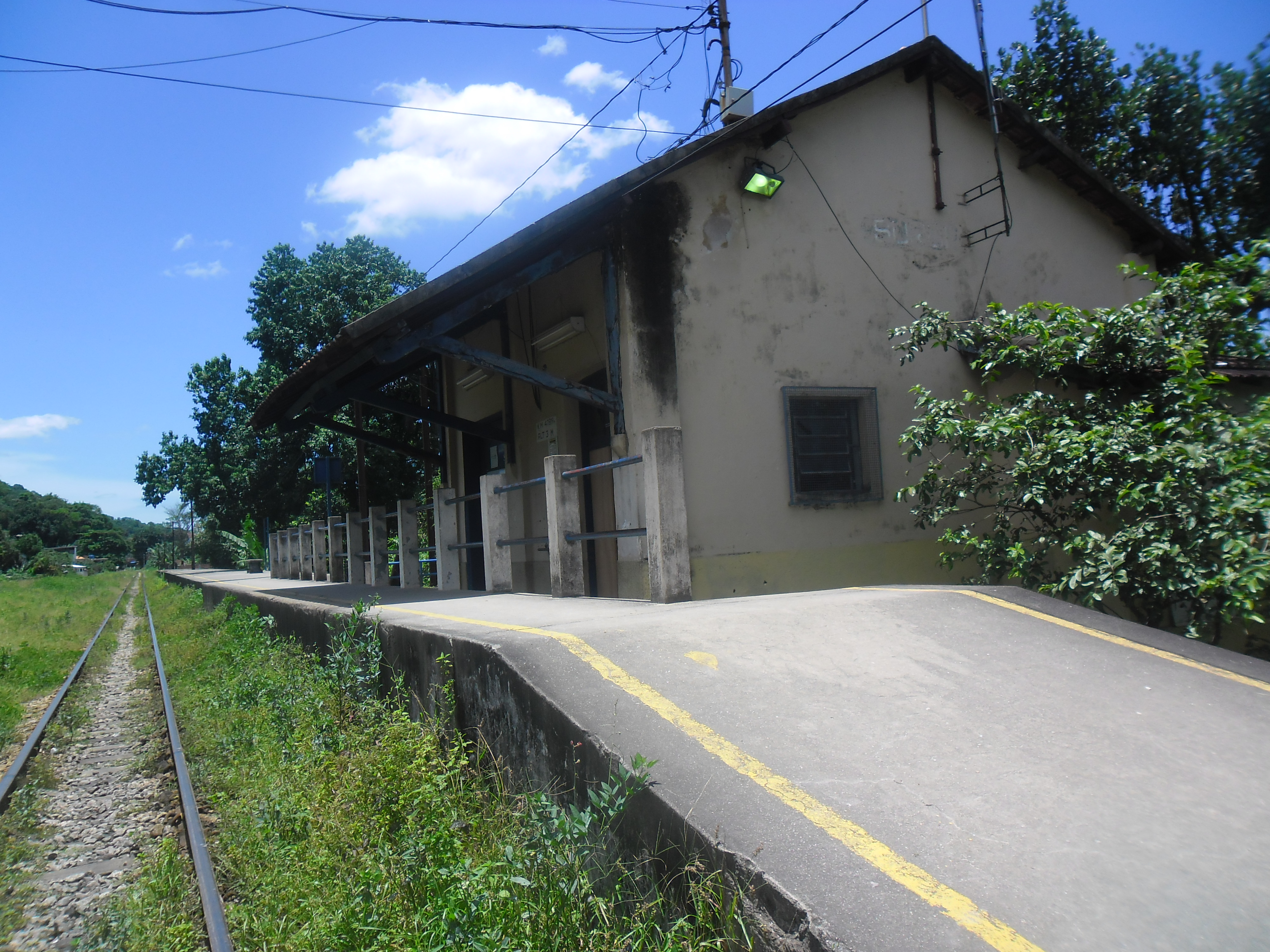
Foto tirada no dia 9 de Dezembro de 2018, 7 dias depois do aniversário de 92 anos da estação Suruí.

Atualmente a estação encontra-se abandonada e sem qualquer tipo de segurança. A passagem não é cobrada, as catracas, que antes davam acesso a estação pela esquina da Avenida Isabel de Paula com a Rua Capitão José de Paula foram retiradas e o acesso é totalmente livre sem nenhum tipo de controle. 
Um agente de segurança, que raramente aparece para o trabalho, fica encarregado por vigiar a estação, mas a reclamação dos moradores sobre o mesmo é recorrente. Parte da iluminação está queimada e o mato alto toma conta da via-férrea, o que cobre grande parte do montante de lixo que é descartado próximo a linha de cruzamento da estação.
Constantemente denuncias são feitas a Polícia Militar do Rio de Janeiro sobre usuários de drogas que se fazem o consumo em um anexo da estação, mas pouco é feito quanto a isso.
Apesar de ter completado em 02 de Dezembro de 2018 noventa e dois anos (92) a estação não recebeu nenhum tipo de melhoria ou reforma por parte da SuperVia ou do Governo do Estado do Rio de Janeiro. A Prefeitura Municipal de Magé, também se ausentou do entorno da estação ou de qualquer tipo de manutenção.
O serviço prestados ao moradores é feito irregularmente e apenas os que necessitam utilizam diariamente os trens e a estação do Ramal Guapimirim.

### 2019

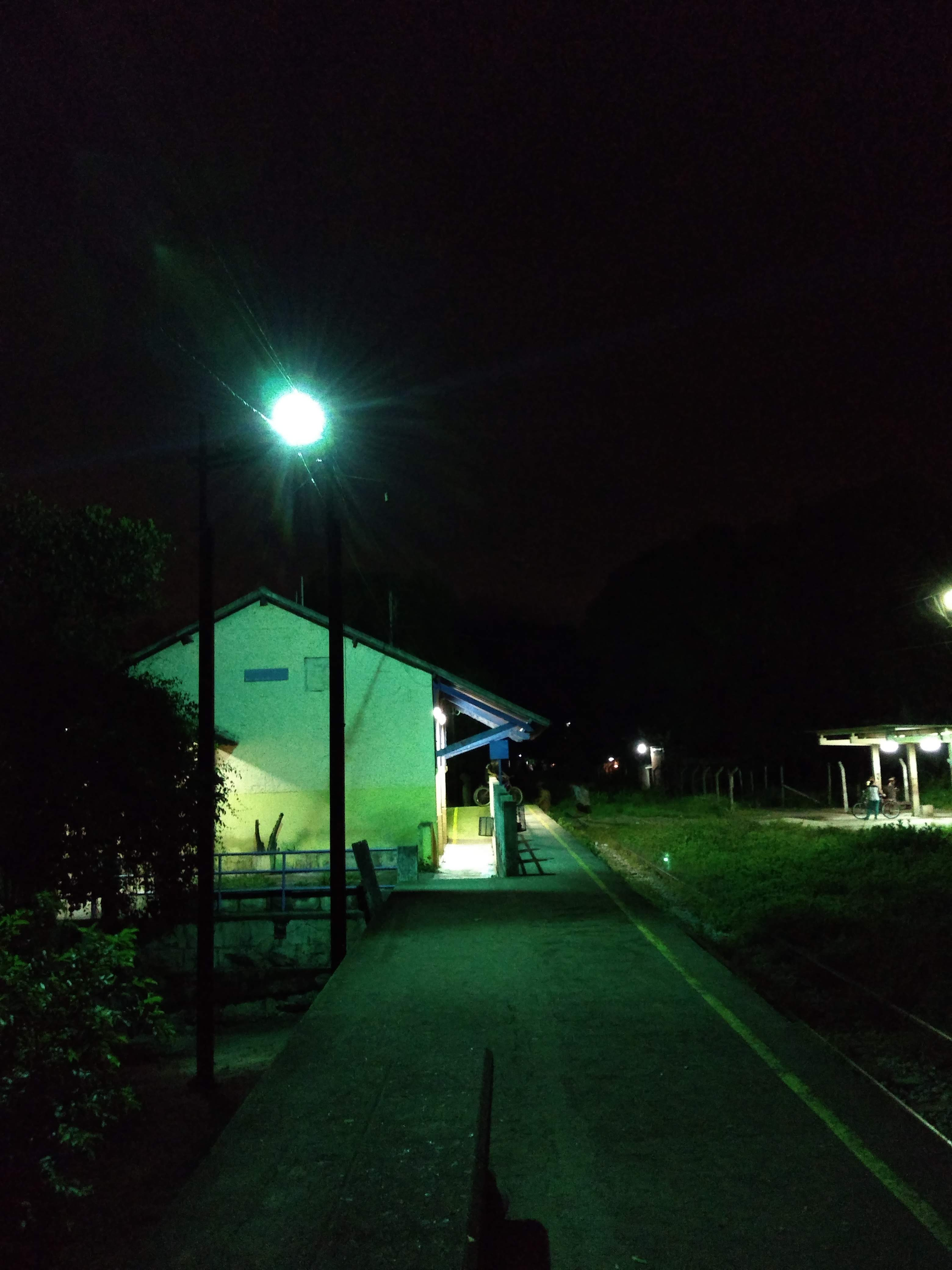
Nova iluminação na estação que foi substituída em 17 de Fevereiro de 2019 após sucessivas reclamações e aumento na demanda.

Após sucessivos pedidos para que a  estação fosse reformada pela SuperVia em comemoração aos 92 anos desde sua inauguração, o pedido foi atendido, mas o aumento na demanda de passageiros no Ramal Guapimirim entre os anos de 2018 e 2019 foi um dos principais fatores que contribuíram para isso.
Outra reclamação recorrente era quanto ao estado de conservação e limpeza, não só do prédio da estação, mas também do entorno da via. A falta de agente de controle e segurança era uma reclamação recorrente, e com o prédio estando a própria sorte, se tornou o local ideal para o consumo de entorpecentes e relações sexuais. Por muitas vezes o local também era usado como "banheiro público", o que torna impossível a permanência de passageiros nas plataformas por muito tempo.

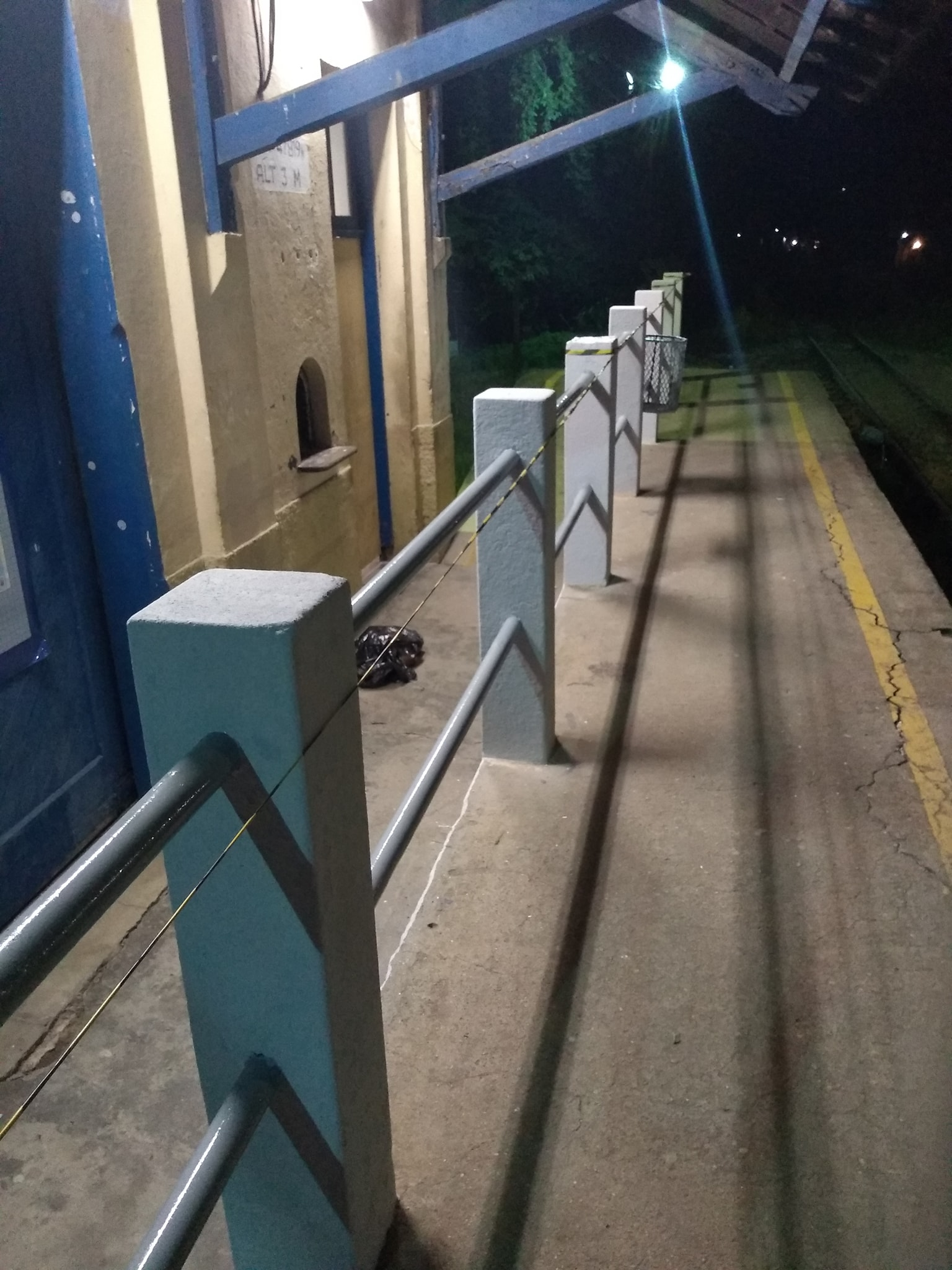
O parapeito da estação que começou a ser reformada no dia 18 de Março de 2019 ainda inacabada com a tinta fresca.

Em Fevereiro de 2019 o cenário já começava a mudar, com a presença de um agente de controle e segurança e com a manutenção na conservação e limpeza do prédio tornaram o local mais sociável, limpo e agradável, mas nem todos os problemas tinham sido resolvidos e algo ainda incomodava: a falta de iluminação a noite, visto que os agentes de controle não permaneciam até a passagem do último trem na estação e falta de conservação na via, que ainda continuava com o mato alto e atrapalhava a passagem entre a entrada principal e a estação.
No dia 17 de Fevereiro a tão aguardada manutenção na iluminação no prédio e entorno da estação aconteceu, atraindo ainda um maior número de passageiros devida a divulgação da grade horária fixa por moradores divulgada em uma página não oficial do Ramal Guapimirim nas redes sociais, que queriam utilizar o meio de transporte, mas tinham receio quanto a segurança.
No dia 18 de Março de 2019, 1 mês depois da manutenção da iluminação da estação, que por si só conseguiu atrair 10 mil passageiros por dia durante o Carnaval, foi iniciada a reforma do prédio da estação.
Renovação na pintura, remoção de entulhos que foram despejados irregularmente na área do entorno da estação e controle de vegetação foram uma das prioridades no repaginamento da estação, bem como a utilização reservado entre os banco para o paisagismo recebeu flores.
A conservação do prédio agora se dá na manutenção da limpeza. Até o fim do ano parte da estação deve ser fechada para a instalação de catracas. 